# Франчук Неля Василівна
Неля Франчук — авторка-виконавиця співаної поезії, лавреатка фестивалю «Оберіг», учасниця фестивалів «Рутенія», «Сліва-фест», «Sevama», «Розкуття», «Відкриті небеса», «Дикий мед», «Тустань» та циклу концертів «Вечори співаного слова».

## Біографія
Неля Франчук народилася 20 квітня у місті Вороніж (Російська Федерація) в сім'ї військовослужбовця. В 4,5 роки поїхала з батьками на п'ять років в смт. Сонячний Якутської АРСР, потім на три роки — до Москви. Коли їй виповнилося 13 років, родина переїхала до Києва. Неля самотужки вивчила українську мову. З дитинства писала вірші — спочатку російською, потім українською мовою. Закінчила Київську дитячу музичну школу № 10 по класу фортепіано, загальноосвітню середню школу № 241, Київський Національний університет імені Тараса Шевченка, біологічний факультет за спеціальністю «генетика».

## Творчість
Ще в музичній школі почала вивчати композицію, писати музику та пісні. Під час навчання в університеті захопилася грою на гітарі, почала відвідувати КСП на Московській площі, театральну школу А. Чиркова, грала в різних театральних студіях.
Активно відреагувала на рух українського відрдження 1989–1990-х рр. Почала записуватись зі своїми україномовними піснями на радіо і телебаченні. Була запрошена як авторка-виконавиця до складу мистецької делегації перших «Днів України в Москві» (1990).
Неля Франчук — лавреатка фестивалів «Оберіг-1991», «Оберіг-1992», «А без Подолу Київ неможливий» та «Розкуття»; учасниця фестивалів «Лісова фієста», «Сліва-фест», «Віршень», «Севама-фест», «Міжнародний фестиваль культури та мистецтв-2009», «Відкриті небеса», «Дикий мед», «Тустань», фестивалю патріотичної пісні «Рутенія».
Неля Франчук є авторкою понад 350 пісень на вірші зарубіжних та українських поетів, таких як Т. Шевченко, І. Франко, Леся Українка, П. Грабовський, Н. Лівицька-Холодна, О. Судовщикова-Косач, О. Маковей, В. Стус, Б.-І. Антонич, В. Симоненко, Є. Плужник, С. Твердохліб, М. Шаповал, О. Олесь, П. Тичина, М. Казидуб, Роберт Бернз, М. Цвєтаєва, О. Блок, В. Сергеєв, а також сучасників — як класиків української поезії, так і молодих поетів (Л. Костенко, О. Пахльовська, О. Короташ, Л. Голота, Г. Чубач, М. Луків, С. Короненко, Н. Неждана, О. Яблонська, Н. Поклад, М. Людкевич, І. Вовк, М. Шевченко, Є. Лещук, Л. Нестуля, Л. Бондар, О. Гордон, Л. Рубан, Л. Міщенко, М. Щербатих), на народні слова та на власні вірші.
Видала альбом пісень «Далекий обрій» — результат творчої співпраці з професійним гітаристом, аранжувальником Григорієм  Лук'яненком і талановитою скрипалькою Вірою Бондар.